# Bertil Gatu
Bertil Gatu, född 12 juli 1913 i Rättviks församling, Kopparbergs län, död där 13 december 1984, var en svensk målare.
Han var son till bokhållaren Gatu Hans Hansson och Lars Kerstin Olsdotter från Östbjörka och från 1942 gift med Svens Karin Hansson. Gatu studerade konst vid Edward Berggrens målarskola i Stockholm 1937-1938 och teckning vid Académie Julien i Paris 1938 samt kortare studier för Emil Johanson-Thor och Harald Sallberg vid Konstakademiens etsningsskola. Som målare ansåg han sig som autodidakt. Han debuterade i en utställning i Örebro 1941 och medverkade därefter i stort antal samlingsutställningar. Hans konst består huvudsakligen av akvarellmåleri med landskap och figurmotiv samt nonfigurativa motiv i akryl. Han utgav diktsamlingen Under månen på Bonniers förlag 1936. Gatu är representerad vid Norrköpings konstmuseum, Moderna museet, Dalarnas museum och Örebro läns museum.